# シュラート (妖精)

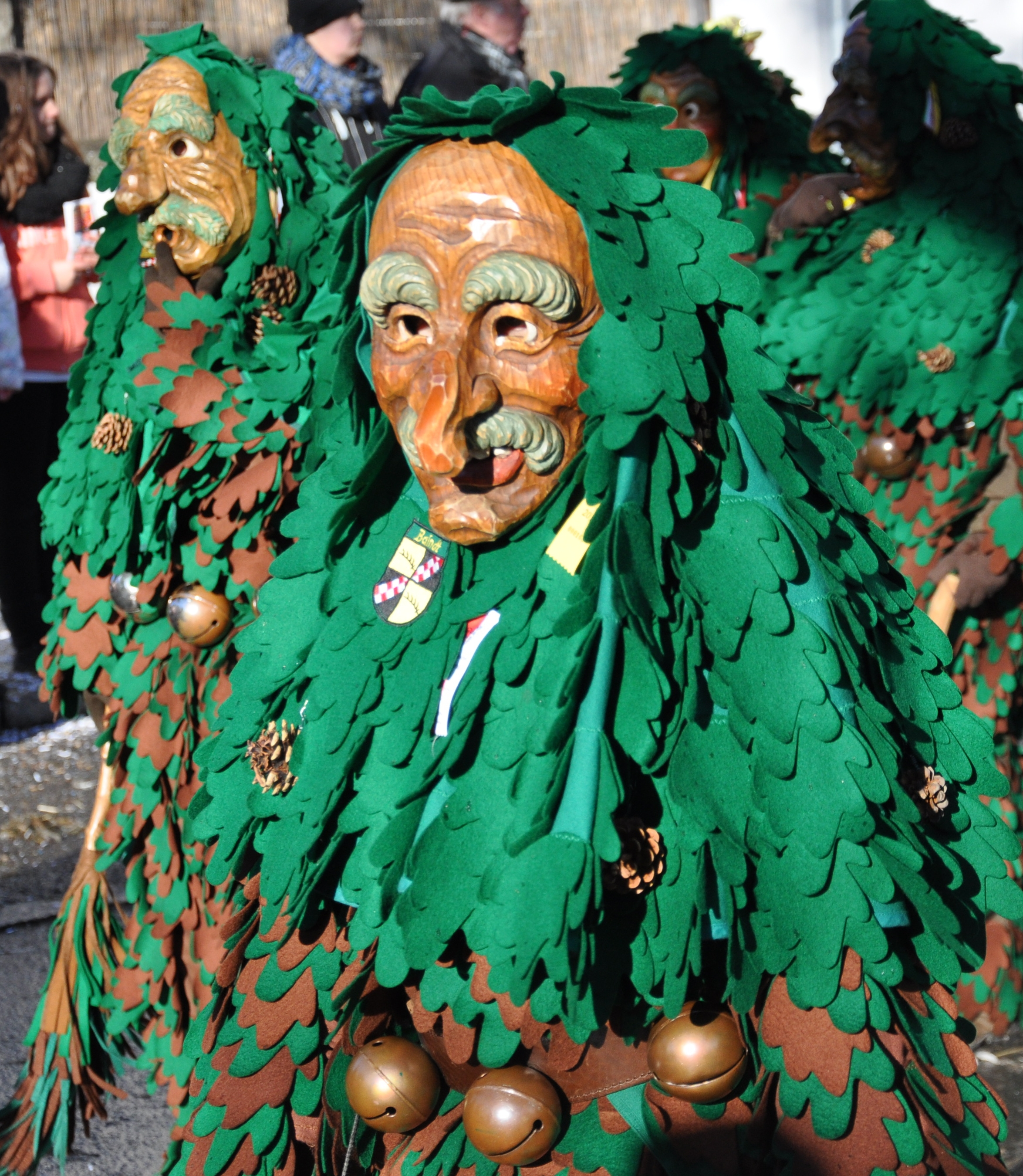
シュラートのカーニバル用仮装

シュラート（Schrat, Schratt, Schraz等）は、ドイツ伝承における汎用的（あるいは多面的な）精霊。森の精（野生人系）、夢魔（アルプ系）、家神（コボルト系）、など、どの性質が強調されるかは用例によって異なる。
ドイツ語以外でも、スラブ語族で Skratなどの名で知られる。

## 語形と語源
シュラート（schrat）は、同根語に古ノルド語の skrati, skratti （「魔術師、巨人」の意）、アイスランド語 skratti（「悪魔」）、スウェーデン語 vatnskratti（「水の精」）、 skratte（「愚者、魔術師、悪魔」）、英語 scra（「悪魔」）がある。
ドイツ語からスラヴ語派にも借用されている。たとえば ポーランド語：スクシャット （skrzat, skrzot、「家の精、ドワーフ」）、 チェコ語：シュクラト、シュクラーテク（škrat,škrátek, škrítek、「家の精、黄金をもたらす悪魔、鉱山の精」）、スロヴェニア語のシュクラト、シュクラテク、シュクラトル（škrat, škratek, škratelj、家の精、鉱山の精）またはシュクラテク（škratec、穀物や黄金をもたらす精、つむじ風、馬のたてがみのもつれ、いわゆる「ポーランド三つ編み」ことポーランド糾髪症の意もある）、フィン・ウゴル語派のエストニア語 クラット（kratt, krätt, rett, krat, krätt、家の精霊または「富/財を運び込む者」、ドイツの精霊ドラクに相当）、フィンランド/スオミ語 クラット（cratt） がある。

## 中世の用例
シュラート（Schratほか変形）の用例は、すでに中世の文献にみつかる。古高ドイツ語では scrato、scrat、scraz, scraaz, skrez、screiz, waltscrate（walt = 「森」）、 screzzolscratto, sklezzo, slezzo, sletto（複数形：scrazza, screzza, screza, waltscraze, waltsraze）などの用例が挙げられる。
中高ドイツ語 の文献では schrat, schrate、waltschrate、waltschrat、schretel, schretelîn、schretlin、 schretlein、、 schraz, schrawaz, schreczl,、 schreczlein、schreczlîn、schreczlin、waltscherekken（「森の恐怖」の意）、や複数形のschletzen等である。
古高ドイツ語の文献は、語彙集が多く、ドイツ語の古語が、ラテン語で「森林の精」や「夢魔」などを意味する言葉で語釈されている：たとえば pilosi（毛むくじゃらの精霊）、fauni（ファウヌス）、satiri（サテュロス）、silvestres homines（森の人、野生人）、incubus（インキュブス）、incubator、ラルヴァ（≈レムレース、死霊）などである。よって最初期の記載では、シュラートは、毛むくじゃらの化け物のような存在か、もしくは人型・獣人型で森棲の精霊、そして悪夢をもたらすものであったろうとされる。
中高ドイツ語の語彙集でもシュラートを「サテュロス」（獣脚の森の精）や「インキュブス」（夢魔）と語釈しているが、なかには「ペナーテース」（家庭の精霊）とする『語彙集（vocabularium）』もあらわれる。
中高ドイツ語の説話「Schrätel und Wasserbär シュレ―テルと水熊〔ホッキョクグマ〕」（13世紀）では、精霊がデンマークの農夫の家に夜な夜な取りついてくるが、真正 コボルト（家の精）を題材とした作品とされている。
中世にはシュレートレイン（schretlein）やトルート（trut、現代綴り Trud）に、小さな赤い靴を供える風習があったが、これはキリスト教において罪であるとマルティン・フォン・アンベルク（Martin von Amberg、1350–1400年頃）が説教している。

## 指小形
シュラートの名称は、さまざまな変形があり、指小形のバリエーションが豊富である。これらは主にアルプ（夢魔）の性格なものが多い。アルプ夢（Alptraum）とは、圧迫感を感じる（金縛りと同等）夢や悪夢であり、それを見させる魔物や精霊が、シュラート指小形の名前で呼ばれることが、特にドイツ南部方面で多い（詳細は § 夢魔参照）。ただし、シュラート指小形が家の精（コボルト）の本質にちかいものや（ § 家の精霊を参照）、家畜小屋などに悪戯をする精霊（毛髪やたてがみを「エルフロック」に結ったり、切り落としたり、家畜や人間の母親の乳を吸いにやってくる）のこともある。
シュレ―テル（schrätel）も指小形だが、細分類はあやふやで「夢魔」でもあり、家の精でもある。
他にも指小形としてSchrätlein, Schrättlein(n9))； Schrättling; Schrötele, 'Schröttele, Schröttlich, Schreitel; Schrätzlein; Schlaarzla, Schräheleinが挙げられる。

## 森の精霊
ヴァルトシュラート（Waldschrat）は、単独行動的な、ささくれて毛むくじゃらで一本眉持ちで狼のような歯を半獣人のようなもの、というのがハンス・ペール（Hans Pehl 、『ドイツ俗信事典』「森の精霊」の項）のまとめである(n50))。
ただ、これは複数の出典をはぎ合わせた合成像である。グリムは、ヴァルトシュラートとの用例が、中世の物語にもみられると各例を挙げているが、いずれも「ドワーフ（矮小）」な大きさである以外は、細かい外見の描写はない。森の精霊の一種としてのシュラートは、毛深いものとしてカール・ヨーゼフ・ジムロックが解説しているが、そこではレーツェル（Räzel）というものと比較同定しており、とりわけ一本つながりの眉という特徴を、シュラート、レーツェル、アルプ、魔術師などが共通してもっていると説いており（  § 悪魔、魔女、亡魂との関連を参照）、また狼男的な変身が可能だともしている。狼のような側面があるといえば、中期オランダ語版『ブレンダンの航海』 のなかで遭遇する ウァルシュランデ（仮カナ表記、Walschrande） は、豚の頭に狼の歯、人間の手、犬の毛深い脚を持っていたと描写される。以上挙げた中には原作がケルト系のものも（アーサー伝説のランツェレトはランスロの翻案であり、聖ブレンダンはアイルランド僧侶）、シュラートのケルト起源を提唱する学者もいる。
オーストリアのシュラートまたはヴァルトコボルト（Waldkobold）は、おおよそ上述したような外見で、小柄であり、単独的である。シュラートルン（複数形：schratln）は、奥深くて暗い森を好み、伐採で切り開かれるといなくなってしまうといわれる。たちの悪い悪戯をしかけ、悪どくからかう。非礼な人間には相応な罰をあたえ、例えば木樵であれば、斧を折り、木を間違った方向に倒させる。
スイスのムオータタール（渓谷）では、1638年より以前に公現祭の行列として「グライフフレーテ」（Greifflete）と呼ばれるものがあり、二人の森の精霊女、ストルデリ（Strudeli）とシュトレートリ（Strätteli） にちなむとされたが、後者がシュラートの派生形の名前である。

## 鉱山の精
シュラーテル（Schrattel）は「黄金悪魔」（Goldteufel）のこともあり、オーストリアのシュタイアーマルク州の伝説によれば、これを使役している人間は、プスターヴァルト地方に産する金銀を持ち運ばせることができるという。フリードリン・フォン・フライタールの小説『ビルカッハ森の高裁 Das Hochgericht vom Birkachwald』に記載される。

## 夢魔

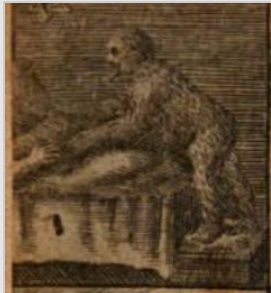
アルプ、シュレーテルン（Schröteln）、悪夢の挿絵――大トマス・クロス（1632-1682盛）（刻）、 Praetorius (1668) [1666] 『Anthropodemus Plutonicus』の巻頭挿絵

ドイツ伝承の夢魔アルプは、狭義では「アルプ夢」（Alptraum）または「アルプ圧」（Alpdrücke）を引き起こすといわれる夢魔のことで、まるで馬に乗っかられているような圧迫を眠りの最中に受ける。よって枕による窒息死や気管支などの病気とも関連付けられている。この夢魔は、南ドイツやスイスでは「シュラート」系統の名称で呼ばれることが多く、特にアレマン諸方言の地域に顕在である。こうした夢魔は、病魔とも信じられたことは、既に述べた。

### 語形
「アルプ夢」（Alptraum）は、地方によってはシュレーテレ（Schrättele）等と呼ばれた：スイスではシュレ―テル（Schrättel）またはシュレートライン（Schrättlein）； オーバーシュヴァーベン地方ではシュラーテレ（Schrattele, Schrettele）;；シュヴァーベンの一部（ホルプ地区、ビュール、ヴルムリンゲン周辺）ではシュレクゼレ（Schrecksele）(25))；アルザス地方ヴァレ・ド・ミュンステール（マンステールの谷）でシュレーツメーネル（Schrätzmännel）。
他にもシュトレーデル（Strädel）(n19))、シュレ―テル等（Schrätele, Schrätel, Schrattl, Schrattel, Schratel, Schrättlig, Schrätzel）、シュレックレ（Schreckle, Schrecksel、"Schreck"は「恐怖」の意）、シェルツェル（Scherzel、"Schreck" は「冗談」の意）(n22))、レッテレ、レッツェル等（Rettele, Rätzel, Ritzel）、レッツェル（Letzel）、レッツェケーペル（Letzekäppel、Käppel は「帽子」の意）などの名称で呼ばれる。
旧バーデン大公国（特にシュヴァーベン地方など）の言い伝えでは、シュレーテレ（Schrättele）は鍵穴から家に侵入し、就寝中の人の胸に座るのだという。また、黒い雌鶏の姿で窓から入ることもあるという。シュヴァーベンではこのシュレッテレ（schrettele）こそ、寝入る人間の胸や喉を「アルプ圧」（Albdrücken）で押しつぶす張本人とされる。

### 家畜の夢魔

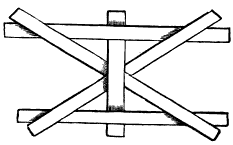
シュラート門（Schrattlgatter）と呼ばれる木材を組んだ農夫のまじない。シュレ―テル・シュラートル（Schrettl、Schrattl）から家畜を守るとされる。

オーストリアのチロル地方の解説だと、シュレ―トルまたはシュラートル（Schrettl or Schrattl、異綴り：Schrattel）は家畜の夢魔であり、人間の場合の夢魔はトルート（Trud、Drude）であるという。シュレ―テルは、「シュラットル圧」（Schrattldruck）で家畜を身じろぎできなくさせるとされ、牛、豚、鶏は、金縛りにあったか死んだように倒れてしまうという。チロルの農家は、家畜を守るために木の長板を組み合わせて「シュラートル門」
（Das Schrattlgatter）という呪（）いの仕掛けを畜舎に掲げていたという（横倒しの 「H」と「X」の字を組み合わせたような形象、右図参照） 。鶏小屋に懸けておくと効果てきめんで、救われたという風聞があるという:61)。
スイスの伝承では、シュレートリヒ（Schrättlig）が乳牛やヤギの乳房にかぶりついて乳を吸いつくし、馬を病気にさせる（schretigにさせるという表現が用いられる）。シュヴァーベンの伝承によれば、シュレッテレ（Schrettele）は、人間の女性も牝牛も標的に乳房を吸い、腫れさせるという。また、馬のたてがみをもつれさせ、またはエルフロック（ポーランド糾髪症）に結ってしまう。オーストリアでも、シュラート（Schrat）が馬の尻尾の毛を絡ませたり、たてがみを乱すといわれる。

### 魔女、憑依、死霊
夢魔シュラートと思っていたが、これに類似した生身の人間（魔女のたぐい）ということもあるという。シュレートリヒ（Schrättlich）またはシュレーテルヘクセ（Schrätelhexe、Hexeは「魔女」の意）などと呼ばれ、一本眉が特徴なので見分けることができるという。この一本眉は、レーツェル（Rätzel, Räzel）の特徴と言われるが、レーツェルはシュラートと関連する、謎めいた妖怪である。この「ラツ」や「レーツェル」（Raz, Räzel, Rätzel）という名称は、シュラートやシュレーエルが語頭音消失して発生した言葉ではないかと、ヴィルヘルム・ヘルツは解説している。
シュヴァーベンでは「シュラート」ということばは、特に女性が「シュラートのごとく歩く」（schrättleweis gehen, Schrattweisgehen）遺伝病を持っていると後ろ指を指されるときに別称としてもちいられたが、母子へと遺伝すると信じられていた。疾患すると、真夜中に魂が抜けて徘徊する（魂は白いネズミのようで、本体は寝たままだという）。そのシュラートは、人間や牛、樹木をおそって「圧」（drücken）でもってのしかかるといわれる。毎夜ごとに「圧」を与えて歩くのは疲労困憊するので、病身のようになるという。「シュラート」を取り除く唯一の方法として、厩舎のいちばんの名馬を彼女が「圧」で殺すがままにせねばならない。
シュヴァーベン伝承では、悪夢をもたらすシュラートの正体は、洗礼をうけずに死んだ嬰児だと言われる。バーデンでは、死霊が親戚のところにいって悪夢を見せるのだといわれる。

### 他の病状
シュラートは、矢を撃ちあてて病を引き起こすのだという伝承もある。矢に使うのは、矢石（ベレムナイトの化石） だとされており、俗にこれを「シュラート石」（Schrattenstein）と呼んでいる。また、この石を護符としてシュラート除けに使えるともいう。

### 魔除け
シュラートが忌み嫌うものは、他にも「シュラートの足」（Schrattlesfuß、シュヴァーベン方言）と称するペンタグラム（五芒星）がある。恐竜の足跡の化石をこう呼んで呪い扱いすることもあった。 シュレーテリ（Schrätteli）を滅するには、そいつが朝方になって姿を変えた骨を見つけて焼却すればよい。また、夜間に藁をつかまえたら、それを燃やすと、朝になればやけどで覆われた女性の姿の正体を現し、二度と戻ってくることがない、とも語られる。また「シュレクゼレの刀」（Schreckselesmesser、刀身に三つの十字架がついている）で切りつけるとシュレクゼレは戻ってこない。また上述のように木製の「シュラートル門」（Schratlgatter）で畜舎を守ったり、 凸面鏡を「シュラート鏡」（Schratspiegel）と呼んで、同じように魔除けに使った。

## 家の精霊

### 中高ドイツ語文学
中高ドイツ語の説話「シュレ―テルと水熊」（Schrätel und Wasserbär、13世紀）にはコボルト（家霊）とみなされるシュレ―テルが、夜になると農家を占拠してしまう、だが、デンマーク王が通りかかり宿泊を所望、王が連れてきたホッキョクグマと格闘したシュレ―テルは、その「大猫」が逗留すると聞いて退散した。
類話（同説話の異本）では、オーバーフランケンのベルネック（Bad Berneck im Fichtelgebirge）の出来事とされ、シュレ―テルの代役の「森女」（Holzfräulein）は「猫」に殺される。
シュラッテル（schrattel）は、平穏を乱すポルターガイスト（騒音霊）的な存在として、チロル出身の詩人ハンス・フィントラーの教訓詩『美徳の花々 Pluemen der Tugent』（1411年成立）に言及されている(n8))。

### 地方伝承
シュラート系の名称は、かつては「家の精霊」の意味合いで広く各地に広がっていたとみられている。15世紀の俗信では、各世帯にはシュレッツレイン（schreczlein）がいるとされ、家の者が相応の礼でもって尊べば、財産や名声が富むといわれた。
ただシュラートの呼び名が「家の精霊」（コボルト）の意味で残ったのは一部の地域のみ、ドイツ東南部や西スラヴ地域だけだったと解説される。具体的には、家精を「シュラート」と呼ぶのは、バイエルン（オーバープファルツ・フィヒテル山地）やフォクトランド（バイエルン、ザクセン、テューリンゲンをまたぐ）、 オーストリアのシュタイアーマルク州、ケルンテン州などである。これら地域（ドイツ南西部やオーストリアの州）では、シュラートは家の精霊たるコボルトの性格に近く、夢魔的な部分は垣間見るにすぎない。シュレツァーラ（Schrezala）という異読みで、フィヒテル山地やフォグトラントで呼ばれている。
シュタイアーマルク州のシュレーテルやシュラーテル（Schrätel, Schratel）がペナーテース（竈神）に相当すると、1500年頃の語彙集に記載される。 ケルンテン州のシュラートル（Schratl）については、壁に映った（うごめく）模様となって具現するとされているという伝承が、メールタールやレーザッハタールの渓谷地にあり、赤い顔のついた小さな青い炎が窓からのぞく、という伝承が、ガイルタールにある:58)；また、不可視であるとドラウタールでは言われるが、鎌で切るような音があるので気配は感じることが出来るという；そしてケルンテン州のシュラーテルマンネル（Schratelmannel、「シュラートこびと」の意）は、寝室を叩くような音を出すコボルトもといポルターガイスト的な存在とされる。 シュタイアーマルク州のシュラートル（Schratl）は、低く唸る、赤や緑の衣装の小人だとされている。
シュタイアーマルク州やケルンテン州のシュラートル（Schratl）は、炉かオーブン（Ofen）のなかに棲むといわれ、雑穀の粥を供物に捧げられることを期待している。 シュタイアーマルク州では「シュラートルのオーブン」（Schratlofen）と呼ばれるものは調理器具ではなく、じっさいは地形から出た巨岩や、岩穴だったりする。 召喚されると戸口に座り込むといわれる。
ケルンテン州ではシュラートルを追い払うには、あえて衣服を贈るとよいとされるが、これは物語では定番の話素（モチーフ）の一つである 。他にもバイエルン州オーバーフランケン県クレムニッツミューレの説話のシュレツヒェン（schretzchen）に、同モチーフがみられるが、そこでは女主人が、精霊がぼろをまとうのを見かね、お手伝いをねぎらうためによかれと思って衣服を用意したところ、退散させる羽目になってしまった(n4))。家畜小屋で悪戯を働くシュレッツッェライン（schretzelein、オーバーフランケン県ホーフ史に記載）も、コボルトの一種とみなされる。
シュラートル（schratl）はまた、喉にさしこむような疼痛を起こすのみでなく、頭髪を蓬髪にすると言われるが、ついた寝ぐせのことを現地ではシュラートルの仕業としてシュラオルツォプフ（Schratlzopf、標準形：Schratelzopf）と呼んでいる。すなわち英語風にいえばエルフロック、一般的には「ポーランド糾髪症」に相当する。
ケルンテン州のヴァーゲンドルフ地区の説話では、ある男がシュラートルをまんまと騙し、靴底を切り落とした筒抜けのブーツを屋根の尾根にくくりつけて、それを貨幣でいっぱいにしろ、と要求した。精霊は日夜を問わず集めたが、そのお金は巨大な山となって積もるばかりでブーツはいっこうに満杯にならなかった。ついには過労で死んでしまったとされる。
ポーランドのスクシャット（skrzat）は、風魔ラタヴィエツとも混合される。スクシャットは、（家事・財運び）の見返りにカーシャ（蕎麦などの粥、kasza）を求めるが、粥が熱すぎると機嫌を損ねる。

## 動物形態
シュラーテルは、猫やリスの姿で現れるとシュタイアーマルク州に伝わる。黒猫に扮したシュラーツル（Schratzl）が同州キルヒベルク・アン・デア・ラープで追放され、どこかの溝堀に追いやられたという逸話がのこる。 同州ドナースバッハヴァルトの農家たちのあいだでは、シュラートルはシャモアや家畜の雄ヤギ、黒犬の姿で現れると言われる。
シュラーテル（Schrattel）が黒いワタリガラスの姿だったという説話があり、そこでは男が悪魔と契約して魂を取られる（シュタイアーマルク州エンスタール）。ちなみに、「シュラーテル（Schratel）」 というのは、シュタイアーマルク州では犬によくつけられた名前であった。オーバーケルンテン地方、ラーデンシュタイン近辺では蛾や蝶の幼虫（ケムシ・イモムシ、ドイツ語: Raupe）のことをシュラーテル（Schratel）と呼んでおり、その精霊との関連づけがうかがえる。蝶の成虫も、シュレーッテリ等（Schrätteli, Schrât, Schràttele, Schrèttele）と呼ばれて、家の精霊とみなされたり、シュレーテリが蝶と夢魔を兼ねた存在とみなされていることもある。一本眉の魔法使いは（シュラーテルと同じく）蝶のかたちをした夢魔を睡眠者のもとへむかわせることができるといわれる（#悪魔、魔女、亡魂との関連参照）。スイスのチロル地方やザンクト・ガレン州ザルガンサーラントではシュレーテルが蝶になって現れるとされ、ザンクト・ガレン州では、カササギ、狐、黒猫などの姿をまとうといわれる。
スイス・アールガウ州オーバームンプの伝説では、ヴァンツェンシュナイダーという黒魔術師がおり、ドイツのシュヴァルツヴァルト地方までその名を馳せたというが、トッゲリ（スイスの夢魔、Toggeli）やシュレーテリ（Schrätteli）、あるいは赤いマウスに変身することができ、就寝者のもとにもぐりこんだ、とされる。そして、空いた口から入り、心臓に達し、夢魔の症状である「馬乗り」をひきおこし、半死状態や麻痺状態におちいらせた。魔術師が死んでもまた死霊として復活し、黒犬の姿でうろついていた。ついにはフランシスコ会傘下の カプチン修道士に祓魔されたという。

### 卵より孵化、鶏形
家の精霊（コボルト）は、様々な名称で知られ、とくにポメラニア地方（ドイツとポーランドをまたがる）などでは、雌鶏が産んだ卵から生まれる、とされている。 ポーランドのスクシャット（skrzat）は、旧ポーゼン州方面（現今のポズナン県都圏）では、特異な形をした鶏卵を、腋下でしばらく温めてやると孵化するものだと伝わっており、コルベルク（コウォブジェク）あたりでも同様である。ポーランドの説話では、スクシャットはニワトリ、それも痩せ細った鶏や、黒鶏、火花を散らして飛ぶ謎の鳥などの姿であると形容される。 
またシュクラート（škrat）を黒雌鶏に産ませて所持したり、借用して使役させることができるといい、ただしそのためには自身と家族を含めた契約を血の署名で交わさねばならないという。そうすると、契約者が望むものをシュクラートが窓辺まで運んでくるが、その運送中には炎の姿をまとうという。

## 小人
アルザス地方のシュレーツメンネル（Schrätzmännel）は、小人（ドイツ語：ツヴェルク）として登場し、森林や山岳地帯の洞窟に棲むと言われる。
バイエルン州オーバープファルツ区のラッツェルン（Razeln）やシュラッツェルン（Schrazeln）も、洞穴にすみ、その穴はラツェルロッホ（複数形：Razellöcher、「ラッツェル穴」）と呼ばれる。他にもラッツェン等（Razen, Schrazen, Strazeln, Straseln, Schraseln）とつくる。山に棲むが、里に下りて人間の家事や仕事を手伝い、家の精霊を務める。夜に行動し、人目にふれるのを嫌う。善良な家族にかぎり、その家に憑いて、福や富をもたらし、見返りに食事の残り物を求める。しかし、その他の感謝のしるし、特に贈り物は逆効果で、この精霊を家から立ち去らせてしまう。手切れの物品と勘違いして、涙ながらに去っていく。時を待って食事し、竈（焼きオーブン）に入り、踊りだし、脱穀の作業をするという。十二から二十人ものラッツェンが、ひとつの焼きオーブンに入り、脱穀にいそしむという。

## 悪魔、魔女、亡魂との関連
蝶が樹木に赤色の分泌物を残すことがあるが、これはシュレートラインら（Schrätlein, Schretlein）の血だと言い伝えられており、悪魔に負傷させられて負った傷の血だとされる。異聞では、シュラート（Schrat）じたいが悪魔だとも信じられている。
「シュレートリヒ」（Schrättlig、「シュラートの様」、名詞的形容詞≃形容動詞）といえば、「魔女」と同義語になる。チロル地方（オーストリア）やザルガンス/ザルガンサーラント（スイス）では、「シュレートリヒ」は、悪人の死霊（特に老婆の邪霊）が人々にまぎれているものだという伝承がある。それは動物の姿に変身でき、人間や動物、植物に危害を加えることもあり、暴雨や嵐をひきおこすともされる半面、家の精霊（ローマのラレースやペナーテースに類比）として来福の役割を果たすこともあるという。
シュラートによる、悪魔や魔女のような行動も、一部の口碑にみえる。ケルンテン州では、首つり自殺を図る者のもとにはシュラット（Schratt）がやってきて、肯定すように首肯するという。シュラートは、つむじ風をまとい移動することもあり、つむじ風の事を独バイエルン州では「シュレ―テル」（Schretel）、墺ブルゲンラント州では「シュラードル」（schrádl）と呼ぶ風習がある。
バイエルン州やチロル地方では、洗礼を受けなかった死児の魂ら（ハイムヒェン参照）は、シュテムペ女神（Stempe、すなわちペルヒタ女神) の序列に連なる眷族と化すのだという。ペルヒタの供物日と同じ公現祭には、シュレーテレン（schretelen）にも供物を捧げる風習が15世紀のバイエルンには残っていた。

## イディッシュ伝承

### シュレテレ
東欧のイディッシュ語を話すユダヤ人の伝承に、シュレテレ（shretele、複数形：shretelekh）という精霊がおり、ポーランドのスクシャットとの関連性が認められる。おそらくはアルザス地方やドイツ南部から移住した人たちがもたらした俗信だとみなされる。
シュレテレは親切心にみちている。姿は小人のようで、詳らかに言えば小柄で美貌な、粗末に服装の男である。シュレテレは気に入った人間の家に住み着き、手伝いをする。靴屋に居れば、夜中のあいだに靴を仕上げてこしらえる。まちがって背広などを与えてしまうと、手伝いをやめ、こんな綺麗な服では仕事は出来ぬ、と歌いだし、踊りながらさってしまうので、幸運が逃げてしまう。
シュレテレが煙突の門から小さな手を伸ばして、食べ物をねだることがある。そこで油かす（グリベネス）などを渡してやると、たちまち厨房の家事がはかどるようになる。ガチョウの脂（シュマルツ）をフライパンから容器に移すと、何時間もフライパンの中身を補充せずに、家じゅうの容器いっぱい分、詰めることができるようになる。ただし、誰かが卑語を使った時点でそれは終わる。シュレテレは卑語を聞くといなくなってしまうのだ。
シュレテレはベッド下に棲んでいることがある。そこから出てきて、赤子の揺りかごを揺らしたり、泣き止ませるために軽く平手で打ったり、ブランデー瓶から酒をひっかけたりもする。だが、シュレテレが失敬したブランデー瓶は、注いでも注いでも減らなくなるという。

### カペリュシニクル
イディッシュの伝承では、他にも超自然的な存在としてカペリュシニクル[仮カナ表記]（kapelyushnikl; 複数形：kapelyushniklekh、ポーランド語で「帽子職人」）を挙げることができるがｋれもシュラートに似ている。帽子をかぶった小人とされ、馬をからかったり夜間に乗り回して疲れ果てさせたりする、夜間に牛を搾乳して盗むこともあるが、もし捕まえて懲らしめれば、乳の出を倍増してくれる。これはドイツのシュラート（やポーランドのスクシャット）の借用ではなく、アシュケナジム（ドイツや東欧ユダヤ人）の文化のなかで独自に創られた精霊のようである。

## スカンジナビアやバルト海域の伝承
スカンジナビア伝承ではスクラート（skrat）は森林や野にいて人をたぶらかす存在で、馬のいななきのように笑うという。特に山師（トレジャーハンター）がからかわれ、黄金の指輪を見つけたかと思うと、それを確かに手にする前にスクラートの笑いで消えてなくなってしまうのだという。スクラートはミーリング（洗礼を受けなかった子供のさまよう魂）の一種だともいわれる。
スクラート、スクラット（skrat, skratt）はエストニア在住のスウェーデン人口にも伝わっており、悪魔や亡霊を意味する。だがエストニア全般ではクラット等の呼称がより一般的である（他にもkrätt, rett, 'rättなど）。このクラットは、家の精霊で、ドイツのシュラートに相当する（ドイツ語経由の skrat 最初の"s"音が欠如した借用語）であると考察される。クラートは「財宝をもたらす者」というであり、スクラット、クラットは宿り先の農家を富ませるために、隣家から（牛乳、ビール、金などを）盗んでくる。
エストニアの「財宝をもたらす者」は現地での異称が多く（30ほどある）、特にドイツ語のシュラートと語源的なつながりのない呼称も多々含まれる。クラット（およびプーク puuk、ナソク nasok）は、その外見が人工的に古いがらくたを組み合わせたような、四つ足または三つ足の怪物なこともあるといわれる（2017年のエストニア映画『ノベンバー』を参照）、その亜種であるラハクラット（rahakratt、raha は「金銭」の意味）は、金を運ぶ精霊で、人間の姿もするが、すでに説明した器物合成の怪物の場合もある。ただ、クラット系（異称も含め）の精霊の姿は、多種の動物、たとえば鳥類（雄鶏）、犬（黒犬）、蛇（赤い鶏冠のついた蛇）などと多彩に伝わっている。また、旅行記者としてチャールズ・ディケンズが一筆した稿によれば、エストニアの「スクラット」は、富をもたらす「火竜」で、たいていの姿は"長い尾をもつ巨大な火性の形象"などとされているが 、 近年の民俗学者らによれば、エストニアの民間伝承の保存記録をみても、「飛蛇（竜）」そのものという形容はみつからないという。クラットの異名のひとつとされるピスハンド（pisuhänd、「火花の尾」）は、あくまで火竜を想起させるような名前で、火の体の魔物であるという。クラットと相当するベラルーシの「飛蛇」の場合は、対照的に、いちおう「蛇」類であり、実在の爬虫類ではないものの、神話的な火をまとった蛇ではある。
エストニアのクラットの鉱物は、粥とバター、またはパンにバターと、三種類の粥であるとされ、使役の報酬としてこれを待ち受けている。ベラルーシの「飛蛇」の鉱物は、卵焼き（目玉焼きかスクランブルエッグ）である 。
またエストニアのクラット（より広範囲的に、フィンランド語、スウェーデン語を含むバルト・フィン諸語/フィン・ウゴル語派圏、スカンジナビアの「財宝運び」の精霊）は、「神話的な愛人」の役割は果たさず、東西および南スラブの「財宝運び」（ベラルーシの「飛蛇」や、ポーランドのラタヴィエツ latawiec など）が人間女性を誘惑するのと、一線を画している（「飛蛇」、ラタヴィエについては火の蛇の項を参照）。